# Хайфа бинт Фейсал Аль Сауд
Ха́йфа бинт Фейса́л Аль Сау́д (араб. هيفاء بنت فيصل آل سعود‎; род. 1950) — саудовская принцесса и филантроп, младший ребёнок короля Фейсала ибн Абдул-Азиза от его жены Иффат аль-Сунайян.

## Биография
Принцесса Хайфа бинт Фейсал является самым младшим ребёнком короля Фейсала ибн Абдул-Азиза от его жены Иффат аль-Сунайян. У неё было 5 родных старших братьев: принцы Мухаммед (1937—2017), Сауд (1940—2015), Абдуррахман (1942—2014), Бандар (1943—2015) и Турки (род. 1945) и 3 старшие сестры: принцессы Сара (род. 1935), Латифа и Лулува (род. 1948).
С 1995 по 2005 год принцесса Хайфа бинт Фейсал президентом Mosaic Club, специализированного клуба для жён послов в Вашингтоне.
В 2007 году основала Ассоциацию по борьбе с раком молочной железы «Захра», председателем которого она является со дня основания. Ассоциация занимается помощью женщинам, у которых обнаружен рак молочной железы, а также осведомлённостью женщин об этой болезни. Помимо этого, принцесса входит в консультативный совет Университета Эффат, в котором получают образование женщины и входит в совет Фонда короля Фейсала.

## Семья
В 1972 году вышла замуж за принца Бандара ибн Султана Аль Сауда, у супругов 8 детей (4 сына и 4 дочери). Старшая дочь, принцесса Рима (род. 1975) в 2019 году была назначена послом Саудовской Аравии в США и стала первой женщиной-послом в истории Саудовской Аравии.
Один из сыновей, принц Халид (род. 1977) был послом Саудовской Аравии в Германии с 2017 по 2019 год, а с 2019 года является послом Саудовской Аравии в Великобритании.